# Kadetten Schaffhausen
Il Kadetten Schaffhausen Handball è una squadra di pallamano maschile svizzera, con sede a Sciaffusa.

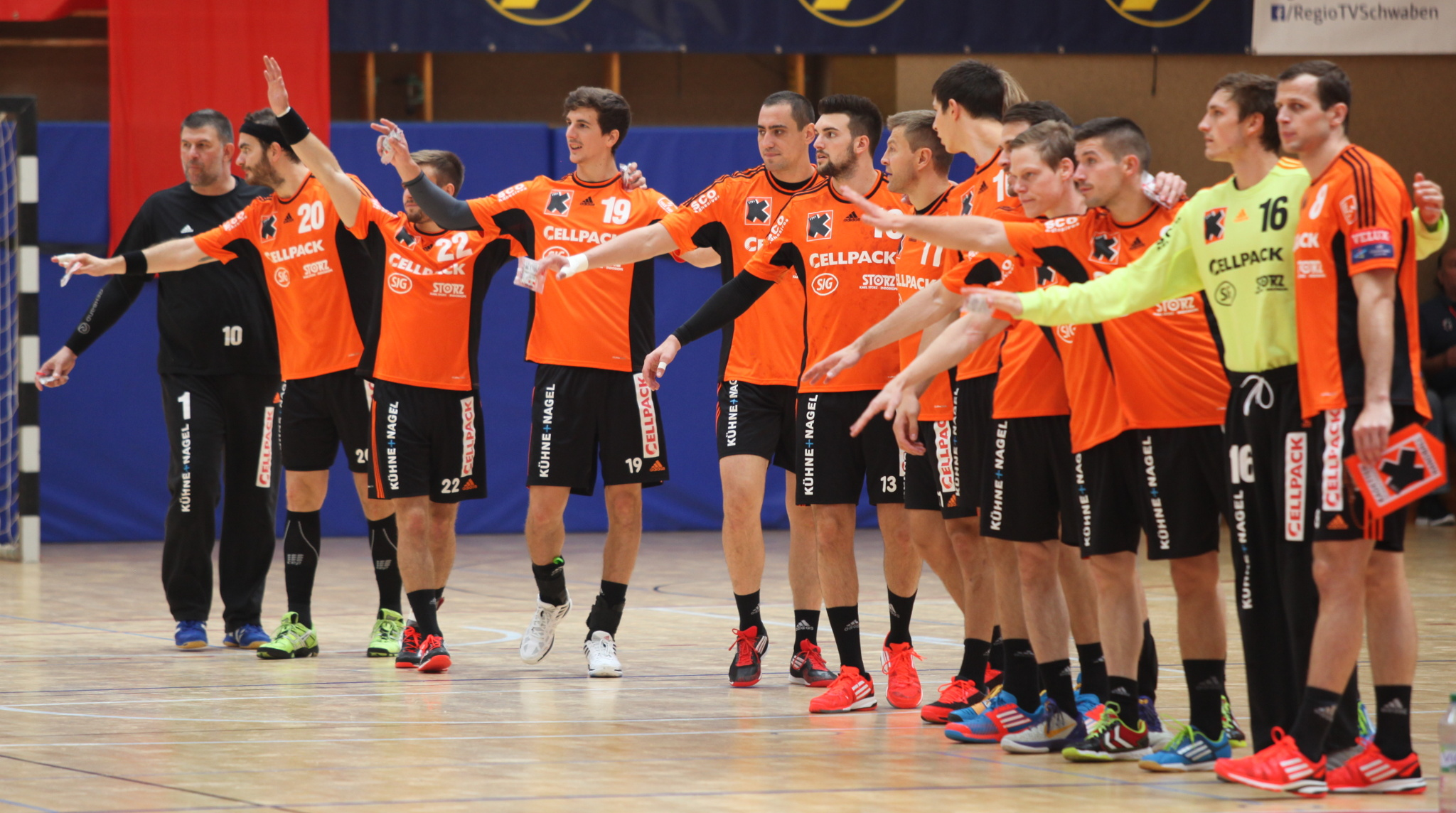
Kadetten Schaffhausen (2014)

## Palmarès

### Titoli nazionali
- Campionato svizzero di pallamano maschile: 14

2004-05, 2005-06, 2006-07, 2009-10, 2010-11, 2011-12, 2013-14, 2014-15, 2015-16, 2016-17,
 2018-19, 2021-22, 2022-23, 2023-24
- SHV-Cup: 10

1998-99, 2003-04, 2004-05, 2006-07, 2007-08, 2010-11, 2013-14, 2015-16, 2020-21, 2023-24
- SHV-Supercup: 16

2004, 2005, 2006, 2007, 2010, 2011, 2012, 2013, 2014, 2015, 2016, 2017, 2019, 2022, 2023, 2024